# Diseño conductual
El Diseño conductual es un acercamiento al proceso de diseño que da preeminencia a las conductas que los usuarios harán con los objetos, espacios o entidades que se diseñan.

## Antecedentes
El término diseño conductual se ha utilizado en diversas disciplinas, que a continuación se mencionan:
- Diseño industrial. A principios del siglo XX, el movimiento iniciado en la escuela industrial BAUHAUS propone que el diseño de objetos para la producción industrial debe basarse en un estudio de la función que desempeñan, las conductas que los usuarios realizan con estos objetos. Este punto de vista genera el famoso contraste entre función vs forma, siendo la perspectiva de la forma aquella que enfatiza la estética del objeto. Este punto de vista funcional influye la producción industrial, en especial aquella realizada en Europa. Es un precedente básico de lo que en las próximas décadas emergerá como diseño conductual en software, arquitectura, etc. Más recientemente, en los años ochenta, Donald Norman propuso que las actividades de diseño de objetos pueden dividirse en diseño conductual, emocional y visceral.[1]
- Arquitectura. Parece que el término de diseño conductual comienza a utilizarse en 1977, con la publicación de un libro en los Estados Unidos. Llamado arquitectura conductual,  es un libro que toca el tema de diseñar basado en procesos o conductas que se desarrollarán en la construcción que se está diseñando.[2]